# EnRoute
enRoute est un magazine inflight mensuel et une publication de la compagnie aérienne canadienne Air Canada, dont l'éditeur est Spafax Canada, produit dans l'optique d'être distribué gratuitement à bord de ses avions de ligne lors des vols passagers. Par ailleurs, il est maintenant possible de s'y abonner sur une base annuelle, moyennant un prix fixe qui dépend de la province d'appartenance du lecteur. De plus, une version électronique du magazine, présentant un nombre restreint d'articles, est également disponible via son site Internet.

## Prix et distinctions
| Années | Prix et distinctions |
| ------ | --- |
| 2010   | - Médaille d'or décernée par les Pearl Awards dans la catégorie Editorial. Best Overall Editorial, 50,000-250,000. - 2 Médailles de bronze décernées par les Pearl Awards dans les catégories Editorial Best Special Issue et Digital Best Integrated Print and Web Program. - 1 Médaille de bronze décernée par SATW Society of American Writers - Lowell Thomas Journalism Competition 2010 dans la catégorie Magazine Article on U.S./Canada Travel, pour l'article Big Apple Turnover de Guy Saddy. - 1 Médaille d'or, d'argent et de bronze décernées par Magnum Opus Awards 2010 respectivement dans les catégories suivantes : Best Overall Design 4+ color, Best Cover et Best Use of Photography Single Feature. |
| 2009   | - 1 Médaille d'or et d'argent décernées par Les Prix du magazine canadien respectivement dans les catégories Direction artistique pour un seul article et Humour. - 1 Médaille de bronze décernée par Folio: Ozzie Award Winners dans la catégorie Best Overall Design, Custom. - La première place dans la catégorie Cover Photo, Illustration décernée par NATJA Awards. - 2 Médailles d'or et 1 d'argent décernées par Pearl Awards dans les catégories: Design \| Best Cover 50,000 – 250,000, Best Overall Editorial (50,000 – 250,000) et Best Special Issue. - Grand Prix de photographie du Concours Lux dans la catégorie Gastronomie / Arts de la table. - Grand Prix du Magnum Opus Award dans la cPrint - Best feature article orie Print Magazine, External audience et 1 Médaille d'or dans la catégorie Print - Best feature article. |